# Književna zajednica Mirko Banjević
Književna zajednica „Mirko Banjević” je književna institucija osnovana 1979. godine u Nikšiću, Crna Gora, najprije kao Književni klub, koji će nakon nekoliko godina postojanja i rada prerasti u Književnu zajednicu. Nosi ime velikog crnogorskog i jugoslovenskog pjesnika Mirka Banjevića. Pisci ove Zajednice su objavili više od 300 naslova. Jedan od članova jeste i poznati akademik CANU-a Žarko Đurović. Sjedište ove ustanove je na Filozofskom fakultetu Univerziteta Crne Gore.

## Članovi
- Žarko Đurović (1928-2019),
- Rajko Nikolić (1931-2016),
- Ljubo Poleksić (1932-2007),
- Milan Pižurica (1934),
- Blažo Kovačević (1935-2012),
- Danilo Mijatović (1938-2025),
- Cvijeta Todorović (1939),
- Radislav Gardašević (1948)- predsjednik,
- Dušanka Kovačević (1948-2013),
- Mileta Bulatović (1949),
- Miloje Kovačević (1949),
- Milun Osmajić (1951),
- Lazar Božović (1951),
- Pavić Vujisić (1952),
- Slobodanka Đikanović (1952),
- Milka Nikolić (1953),
- Radule Rakočević (1956),
- Duška Kontić (1958),
- Slavka Vuksanović (1959),
- Erieta Lakićević (1960),
- Vera Backović (1961),
- Jasna Đurđić (1964),
- Vladan Čizmović (1968),
- Nataša Lalatović (1969),
- Zoran Soknić (1972),
- Ana Pejović (1973),
- Milica Bakrač (1977),
- Milovan Lalović (1979),
- Jelena Jovanović (1979),
- Jelena Mušikić (1984),
- Jelena Vilotijević (1987) i
- Aleksandar Ćuković (1991).

## Spoljašnje veze
- Riječi iz snoviđenja
- Priče iz knjige “Sporedni poredak”
- Otvoren Klub pisaca i umjetnika „Vladimir Mijušković”
- Književna zajednica "Mirko Banjević“[мртва веза]
- Priče koje gutaju posvetu